# Nevins Street
Nevins Street – stacja metra nowojorskiego, na linii 2, 3, 4 i 5. Znajduje się w dzielnicy Brooklyn, w Nowym Jorku i zlokalizowana jest pomiędzy stacjami Hoyt Street – Fulton Mall i Atlantic Avenue. Została otwarta 1 maja 1908.